# Alev Sururi
Alev Sururi (* 5. Mai 1931 in Istanbul; † 12. Januar 2013 ebenda) war eine türkische Schauspielerin.

## Biografie
Mit der Schauspielerei begann Sururi im Alter von 15 Jahren am Muammer Karaca Tiyatro. Fünf Jahre später arbeitete sie am Istanbuler Theater. Ihr Debüt gab sie 1952 in dem Film Son Gece. Anschließend spielte sie 1976 in Ah Ne Güzel Nane Şekeri mit. Im selben Jahr war sie in Deli Şahin zu sehen. Außerdem wurde sie für den Film Ah Dede Vah Dede gecastet. 1977 bekam Sururi in Bir Tanem eine Hauptrolle. Unter anderem setzte sie 2000 ihre Karriere in Karakolda Ayna Var fort. Von 2002 bis 2004 bekam sie eine Rolle in der Serie Zerdar.
Sururi war mit dem Schauspieler Ali Sururi verheiratet. Zudem wurde bei ihr Alzheimer und Parkinson diagnostiziert. Am 12. Januar 2013 starb sie in Istanbul an Atemversagen. Ihr Leichnam wurde in Bodrum begraben.

## Filmografie
Filme
- 1952: Son Gece
- 1976: Ah Ne Güzel Nane Şekeri
- 1976: Deli Şahin
- 1977: Ah Dede Vah Dede
- 1977: Bir Tanem

Serien
- 2000: Karakolda Ayna Var
- 2002–2004: Zerdar